# 御手洗学園高等部実践ミステリ倶楽部
『御手洗学園高等部実践ミステリ倶楽部』（みたらいがくえんこうとうがくぶじっせんミステリくらぶ）は、舞阪洸による日本のライトノベル。イラストは八雲剣豪、仏さんじょが担当。富士見ミステリー文庫刊。

## 登場人物
伊場　薫子（いば　かおるこ）
御手洗学園高等部実践ミステリ倶楽部新入部員。高校一年。御手洗学園高等部入学直後にミステリー執筆技術を実践的に習えるものと勘違いし、実践ミステリ倶楽部に仮入部する。その後の合宿中に正式に入部する。ミステリーだけでなくアニメ、漫画、特撮にも造詣が深い。
西来院　有栖（さいらいん　ありす）
御手洗学園高等部実践ミステリ倶楽部部長。高校二年。学校内でも執事とメイドをつれている日本有数の西来院財閥のお嬢様。親戚には政治家、官僚等が多数いる。
榛原　夏比古（はいばら　なつひこ）
御手洗学園高等部実践ミステリ倶楽部部員。高校二年。男性だが普段は女装していることが多い。風呂などでは女性用に入ろうとする。女装姿は普通に女性に見えるほどの美形。彼は殺人事件等に遭遇する体質と言う設定になっている。
村櫛　天由美（むらくし　あまゆみ）
御手洗学園高等部実践ミステリ倶楽部特別顧問。御手洗学園大学大学院在籍。頭脳明晰で本作の名探偵の役回り。天体観測を趣味とする。

## 既刊一覧
- 『御手洗学園高等部実践ミステリ倶楽部 亜是流城館の殺人』 ISBN 4-8291-6103-5
- 『御手洗学園高等部実践ミステリ倶楽部2 彫刻の家の殺人』 ISBN 4-8291-6129-9